# Bukovac (Brčko)
Bukovac är ett samhälle i Bosnien och Hercegovina. Det ligger i distriktet Brčko, i den nordöstra delen av landet, 120 km norr om huvudstaden Sarajevo. Bukovac ligger 99 meter över havet och antalet invånare är 364.
Terrängen runt Bukovac är platt, och sluttar norrut.Närmaste större samhälle är Brčko, 8,5 km öster om Bukovac.
Trakten runt Bukovac består till största delen av jordbruksmark. Runt Bukovac är det ganska tätbefolkat, med 185 invånare per kvadratkilometer.